# Masalia dora
Masalia dora là một loài bướm đêm trong họ Noctuidae.